# Kristoffer Lund
Kristoffer Lund Hansen (Kerteminde, 14 maggio 2002) è un calciatore danese naturalizzato statunitense, difensore del Colonia, in prestito dal Palermo, e della nazionale statunitense.

## Biografia
Nato in Danimarca da padre danese e madre statunitense, possiede il passaporto di entrambi i paesi. Nel 2023 sceglie di giocare per la nazionale a stelle e strisce.

## Caratteristiche tecniche
Terzino sinistro di piede mancino, è forte fisicamente, rapido e bravo nel cross.

## Carriera

### Club
Cresciuto nel settore giovanile del Midtjylland, ha esordito in prima squadra l'11 febbraio 2021, disputando l'incontro di Coppa di Danimarca vinto per 1-2 in trasferta contro l'Odense. Un mese dopo ha debuttato anche nella Superligaen, nell'incontro perso per 0-1 in casa dell'Aarhus.
Il 21 aprile 2021, è stato acquistato dall'Esbjerg, con cui ha firmato un contratto fino al 2024, tuttavia, si unirà alla squadra solo al termine della stagione.
L'11 agosto successivo, dopo non aver giocato incontri ufficiali, è stato ceduto agli svedesi dell'Häcken, firmando un contratto di tre anni e mezzo.
Nel corso dell'annata 2022, ha collezionato 25 presenze, per lo più da titolare, contribuendo alla vittoria del primo titolo nazionale nella storia della formazione giallonera.
Il 21 agosto 2023, Lund è stato acquistato a titolo definitivo dal Palermo, in Serie B, con cui ha firmato un contratto quadriennale. Otto giorni dopo esordisce con i rosanero da titolare nel successo per 3-1 in casa della Reggiana. Il 27 febbraio 2024 segna la sua prima rete nel campionato di Serie B, nella partita interna contro la Ternana, persa per 3-2. Conclude la sua prima stagione italiana con 37 presenze tra campionato e playoff e 2 reti.
Il 5 agosto 2025 si trasferisce in prestito con diritto di opzione al Colonia, in Bundesliga.

### Nazionale
Lund ha rappresentato la Danimarca a livello giovanile, giocando per tutte le nazionali dall'Under-17 all'Under-21.
Dopo aver ufficialmente dichiarato la propria eleggibilità per gli Stati Uniti, il 30 agosto 2023 riceve la sua prima convocazione in nazionale maggiore dal CT Gregg Berhalter in occasione delle amichevoli contro l'Uzbekistan e l'Oman, disputate il 9 e il 12 settembre dello stesso anno. Esordisce con gli statunitensi nel primo dei due incontri, vinto per 3-0, entrando in campo all'81º minuto di gioco.
Nel marzo 2024 viene convocato dal CT per le gare della fase finale di CONCACAF Nations League 2023-2024, che vince pur rimanendo in panchina in entrambe le gare contro Giamaica e Messico. Il 14 giugno 2024 viene inserito nella lista dei convocati per la Copa América 2024, disputatasi negli USA.

## Statistiche

### Presenze e reti nei club
Statistiche aggiornate al 5 agosto 2025.
| Stagione        | Squadra         | Campionato      | Campionato | Campionato | Coppe nazionali | Coppe nazionali | Coppe nazionali | Coppe continentali | Coppe continentali | Coppe continentali | Altre coppe | Altre coppe | Altre coppe | Totale | Totale |
| Stagione        | Squadra         | Comp            | Pres       | Reti       | Comp            | Pres            | Reti            | Comp               | Pres               | Reti               | Comp        | Pres        | Reti        | Pres   | Reti   |
| --------------- | --------------- | --------------- | ---------- | ---------- | --------------- | --------------- | --------------- | ------------------ | ------------------ | ------------------ | ----------- | ----------- | ----------- | ------ | ------ |
| 2020-2021       | Midtjylland     | SL              | 1          | 0          | CD              | 1               | 0               | UCL                | -                  | -                  | -           | -           | -           | 2      | 0      |
| lug.-ago. 2021  | Esbjerg         | 1D              | 0          | 0          | CD              | -               | -               | -                  | -                  | -                  | -           | -           | -           | 0      | 0      |
| ago.-dic. 2021  | Häcken          | A               | 15         | 0          | CS              | -               | -               | -                  | -                  | -                  | -           | -           | -           | 15     | 0      |
| 2022            | Häcken          | A               | 25         | 0          | CS              | 3               | 0               | -                  | -                  | -                  | -           | -           | -           | 28     | 0      |
| 2023            | Häcken          | A               | 19         | 0          | CS              | 6               | 0               | -                  | -                  | -                  | -           | -           | -           | 25     | 0      |
| lug.-ago. 2023  | Häcken          | A               | -          | -          | CS              | -               | -               | UCL+UEL            | 4+2                | 0                  | -           | -           | -           | 6      | 0      |
| Totale Häcken   | Totale Häcken   | Totale Häcken   | 59         | 0          |                 | 9               | 0               |                    | 6                  | 0                  |             | -           | -           | 74     | 0      |
| 2023-2024       | Palermo         | B               | 35+2       | 2          | CI              | -               | -               | -                  | -                  | -                  | -           | -           | -           | 37     | 2      |
| 2024-2025       | Palermo         | B               | 33         | 1          | CI              | 2               | 0               | -                  | -                  | -                  | -           | -           | -           | 35     | 1      |
| Totale Palermo  | Totale Palermo  | Totale Palermo  | 68+2       | 3          |                 | 2               | 0               |                    | -                  | -                  |             | -           | -           | 72     | 3      |
| 2025-2026       | Colonia         | BL              | -          | -          | CG              | -               | -               | -                  | -                  | -                  | -           | -           | -           | -      | -      |
| Totale carriera | Totale carriera | Totale carriera | 128+2      | 3          |                 | 12              | 0               |                    | 6                  | 0                  |             | -           | -           | 148    | 3      |

### Cronologia presenze e reti in nazionale
| Cronologia completa delle presenze e delle reti in nazionale ― Stati Uniti | Cronologia completa delle presenze e delle reti in nazionale ― Stati Uniti | Cronologia completa delle presenze e delle reti in nazionale ― Stati Uniti | Cronologia completa delle presenze e delle reti in nazionale ― Stati Uniti | Cronologia completa delle presenze e delle reti in nazionale ― Stati Uniti | Cronologia completa delle presenze e delle reti in nazionale ― Stati Uniti | Cronologia completa delle presenze e delle reti in nazionale ― Stati Uniti | Cronologia completa delle presenze e delle reti in nazionale ― Stati Uniti |
| Data                                                                       | Città                                                                      | In casa                                                                    | Risultato                                                                  | Ospiti                                                                     | Competizione                                                               | Reti                                                                       | Note                                                                       |
| -------------------------------------------------------------------------- | -------------------------------------------------------------------------- | -------------------------------------------------------------------------- | -------------------------------------------------------------------------- | -------------------------------------------------------------------------- | -------------------------------------------------------------------------- | -------------------------------------------------------------------------- | -------------------------------------------------------------------------- |
| 9-9-2023                                                                   | Saint Louis                                                                | Stati Uniti                                                                | 3 – 0                                                                      | Uzbekistan                                                                 | Amichevole                                                                 | -                                                                          | 81’                                                                        |
| 12-9-2023                                                                  | Saint Paul                                                                 | Stati Uniti                                                                | 4 – 0                                                                      | Oman                                                                       | Amichevole                                                                 | -                                                                          |                                                                            |
| 18-10-2023                                                                 | Nashville                                                                  | Stati Uniti                                                                | 4 – 0                                                                      | Ghana                                                                      | Amichevole                                                                 | -                                                                          |                                                                            |
| 7-9-2024                                                                   | Kansas City                                                                | Stati Uniti                                                                | 1 – 2                                                                      | Canada                                                                     | Amichevole                                                                 | -                                                                          |                                                                            |
| 11-9-2024                                                                  | Cincinnati                                                                 | Stati Uniti                                                                | 1 – 1                                                                      | Nuova Zelanda                                                              | Amichevole                                                                 | -                                                                          | 66’                                                                        |
| 13-10-2024                                                                 | Austin                                                                     | Stati Uniti                                                                | 2 – 0                                                                      | Panama                                                                     | Amichevole                                                                 | -                                                                          | 67’                                                                        |
| 16-10-2024                                                                 | Guadalajara                                                                | Messico                                                                    | 2 – 0                                                                      | Stati Uniti                                                                | Amichevole                                                                 | -                                                                          | 46’                                                                        |
| Totale                                                                     |                                                                            | Presenze                                                                   | 7                                                                          |                                                                            | Reti                                                                       | 0                                                                          |                                                                            |

| Cronologia completa delle presenze e delle reti in nazionale ― Danimarca under 21 | Cronologia completa delle presenze e delle reti in nazionale ― Danimarca under 21 | Cronologia completa delle presenze e delle reti in nazionale ― Danimarca under 21 | Cronologia completa delle presenze e delle reti in nazionale ― Danimarca under 21 | Cronologia completa delle presenze e delle reti in nazionale ― Danimarca under 21 | Cronologia completa delle presenze e delle reti in nazionale ― Danimarca under 21 | Cronologia completa delle presenze e delle reti in nazionale ― Danimarca under 21 | Cronologia completa delle presenze e delle reti in nazionale ― Danimarca under 21 |
| Data                                                                              | Città                                                                             | In casa                                                                           | Risultato                                                                         | Ospiti                                                                            | Competizione                                                                      | Reti                                                                              | Note                                                                              |
| --------------------------------------------------------------------------------- | --------------------------------------------------------------------------------- | --------------------------------------------------------------------------------- | --------------------------------------------------------------------------------- | --------------------------------------------------------------------------------- | --------------------------------------------------------------------------------- | --------------------------------------------------------------------------------- | --------------------------------------------------------------------------------- |
| 17-11-2022                                                                        | -                                                                                 | Danimarca under 21                                                                | 2 – 2                                                                             | Svezia under 21                                                                   | Amichevole                                                                        | -                                                                                 | 46’                                                                               |
| 20-11-2022                                                                        | Adalia                                                                            | Danimarca under 21                                                                | 3 – 0                                                                             | Ungheria under 21                                                                 |                                                                                   | -                                                                                 | 60’                                                                               |
| 24-03-2023                                                                        | -                                                                                 | Ucraina under 21                                                                  | 3 – 2                                                                             | Danimarca under 21                                                                | Amichevole                                                                        | -                                                                                 | 61’                                                                               |
| 28-03-2023                                                                        | Odense                                                                            | Danimarca under 21                                                                | 3 – 2                                                                             | Svizzera under 21                                                                 | Amichevole                                                                        | -                                                                                 | 80’                                                                               |
| Totale                                                                            |                                                                                   | Presenze                                                                          | 4                                                                                 |                                                                                   | Reti                                                                              | 0                                                                                 |                                                                                   |

## Palmarès

### Club

#### Competizioni nazionali
- Campionato svedese: 1

Häcken: 2022
- Coppa di Svezia: 1

Häcken: 2022-2023

### Nazionale
- CONCACAF Nations League: 1

2023-2024